# Bazilika (zakonik)
Bazilika (grško τὰ βασιλικά, latinizirano: ta basiliká, »cesarski [zakoni]«) je bila zbirka zakonov, dokončana ok. leta 892 našega štetja v Konstantinoplu po ukazu bizantinskega cesarja Leona VI. Modrega v času Makedonske dinastije. To je bilo nadaljevanje prizadevanj njegovega očeta Bazilija I., da bi poenostavil in prilagodil zakonik Corpus juris civilis cesarja Justinijana I., izdan med letoma 529 in 534, ki je postal zastarel. Izraz izhaja iz grškega pridevnika Basilika, ki pomeni 'cesarski (zakoni ali predpisi)' in ne iz imena cesarja Bazilija; oba imata skupno etimologijo iz izraza Basileus.

## Ozadje
Med vladavino Justinijana in Leona VI. se je znotraj Bizantinskega cesarstva zgodilo veliko sprememb, predvsem sprememba jezika iz latinščine v grščino. V Justinijanovem obdobju je bila latinščina še vedno v splošni rabi in v njej so pisali sodne dokumente. Vendar pa je bila do 9. stoletja uporaba latinščine zastarela, zaradi česar je bila koda Corpus Juris Civilis težko uporabna za grško govoreče celo v prestolnici Konstantinopel. Poleg tega se številni zakoni znotraj Corpus Juris Civilis niso več nanašali na večino ljudi in na njihovem mestu so se pojavili novi zakoni. To je zahtevalo prenovo bizantinskega pravnega sistema.
Justinijanov kodeks je dejansko končal pravni razvoj za naslednjih nekaj stoletij. Poleg tega je bizantinski pravni sistem deloval kot kodificiran sistem, v katerem je morala biti kazen, ki jo je izrekel sodnik, utemeljena z odlomkom zakona, ki ga je predhodno izdal zakonodajalec. To je sodniku onemogočilo ustvarjanje precedensa. Med sodniki je vladala velika zmeda glede tega, na katere pravne dokumente naj se sklicujejo (Justinijanov kodeks ali druge pravne knjige, ki so bile napisane v naslednjih stoletjih). Poleg tega je Justinijanov kodeks uradno odvzel avtoriteto zakonodajni veji oblasti, zaradi česar sodniki težko vedo, katerim pravnim kodeksom bi morali slediti. S pravnim kodeksom v grščini so ga pravniki lahko uporabljali v svojih primerih, zaradi česar je bila njegova praktičnost neprecenljiva. To je bilo ostro nasprotje Corpus Juris, ki se je izkazal za preveč zapletenega in obsežnega, da bi ga lahko praktično uporabljali celo v svojem času.
Poleg tega so Bazilika in podobni pravni reformni projekti pomagali ohraniti in ponovno oživiti Romanitas ali rimskost Bizantinskega cesarstva. V istem časovnem obdobju so Karolinško cesarstvo in papeštvo na zahodu ter Prvo bolgarsko cesarstvo na Balkanu pridobili moč in izzvali posvetno in versko vodstvo Bizantinskega cesarstva. Ludvik II. Italijanski je bil zmeden zaradi napake v latinščini v pismu bizantinskega cesarja in je napisal kritično pismo, v katerem je obtožil »Grke«, da so obrnili hrbet mestu Rim, rimskemu ljudstvu in rimskemu jeziku (tj. latinščini), in zato niso bili vredni biti rimski cesarji. Čeprav sta bila arabska Omajadski in Abasidski kalifat močna geopolitična tekmeca in sta dejansko osvojila velika območja bizantinskega ozemlja, Arabci niso oporekali rimski identiteti Bizanca, temveč so trdili, da so dediči antike.
Bazilika se predstavlja tudi kot povezava s prejšnjimi časi pred obdobjem ikonoklazma, kar daje Makedonski dinastiji občutek verske legitimnosti. To se je začelo z Bazilijem I. in njegovo željo, da bi se distanciral od ikonoklastov in povezal sebe in svoje sinove z njihovim velikim predhodnikom Justinijanom I.

## ZgradbaBazilike
Šestdeset knjig Bazilike je imelo velik vpliv na znanost Bizantinskega cesarstva, saj so ohranile številne pravne dokumente. V okviru šestdesetih pravnih knjig so poleg ohranjenega Justinijanovega kodeksa vključeni tudi novi pravni običaji, ki so se razvijali v stoletjih. Vključevala je tudi pravna dela, ki jih je začel Bazilij I., vključno s Prohironom (priročnik civilnih zakonov in običajev, ki je izključil tiste, ki niso več v uporabi) in Epanagoge (razširjeni Prohiron, ki je vseboval uvod in povzetek), kot tudi številne dekrete ikonoklastnih cesarjev. Vendar je zakonik še vedno sledil tradiciji Corpus Juris, začenši s cerkvenim pravom, pravnimi viri, postopki, zasebnim pravom, upravnim pravom in kazenskim pravom.
Vendar pa se je močno razlikovalo po uporabi komentarjev (sholia), ki so bili deli pravnih del iz 6. in 7. stoletja ter 12. in 13. stoletja. Pred tem je Justinijan I. prepovedal komentiranje njegovega sklopa zakonov, zaradi česar je bila sholija na Baziliki edinstvena. Dejanski format samih knjig se zelo razlikuje. Nekatere so predstavljene v enem rokopisu, ki lahko vsebuje ali ne vsebuje sholij ali polnih delov drugih pravnih del, ki so bila omenjena. Prav tako so bile nekatere knjige v celoti izgubljene.

## Posledice bazilike
Za razliko od Justinijanovega kodeksa, ki je imel še naprej vpliv na Zahodu kot nadaljevanje rimskega prava, je bil vpliv Bazilike omejen na Vzhodno cesarstvo. To je vključevalo trajen vpliv na sodoben grški pravni zakonik. Po grški vojni za neodvisnost proti Turčiji leta 1821 je bila Bazilika sprejeta do uvedbe sedanjega grškega civilnega zakonika. To dolgo nadaljevanje rimskega bizantinskega prava predstavlja močno nasprotje zahodnemu pravnemu sistemu.